# 梅戸井駅
梅戸井駅（うめどいえき）は、三重県いなべ市大安町梅戸にある、三岐鉄道三岐線の駅である。ナンバリングはS08。

## 歴史
- 1931年（昭和6年）7月23日：開業[1]。

## 駅構造
島式ホーム1面2線を持つ地上駅。駅舎とホームは構内踏切で結ばれている。

### のりば
| 号線   | 路線     | 方向 | 行先         |
| ------ | -------- | ---- | ------------ |
| 反対側 | S 三岐線 | 下り | 西藤原方面   |
| 駅舎側 | S 三岐線 | 上り | 近鉄富田方面 |

※案内上のホーム番号は割り当てられていない。

## 利用状況
「三重県統計書」によると、1日の平均乗車人員は以下の通りである。
| 年度   | 一日平均 乗車人員 |
| ------ | ----------------- |
| 1997年 | 176               |
| 1998年 | 172               |
| 1999年 | 148               |
| 2000年 | 141               |
| 2001年 | 132               |
| 2002年 | 133               |
| 2003年 | 132               |
| 2004年 | 142               |
| 2005年 | 141               |
| 2006年 | 150               |
| 2007年 | 145               |
| 2008年 | 142               |
| 2009年 | 135               |
| 2010年 | 146               |
| 2011年 | 140               |
| 2012年 | 147               |
| 2013年 | 154               |
| 2014年 | 153               |
| 2015年 | 145               |
| 2016年 | 144               |
| 2017年 | 149               |
| 2018年 | 140               |
| 2019年 | 135               |

## 駅周辺
周囲は田園地帯となっているが、駅北側には大きな集落がある。金融機関の支店や駐在所はこちら側に集約されている。海洋センター体育館は駅南側にあり、そこから南へ少し離れた所に鉄鋼業の工場がある。東海環状自動車道と国道475号は駅から東または北へやや離れた所を通り、その横を員弁川が流れる。
- いなべ警察署梅戸井警察官駐在所
- いなべ市大安B&G海洋センター体育館
- いなべ市立笠間小学校
- 梅戸井郵便局
- 土生（はぼう）神社[注釈 1] - 境内に台風相撲場があり、秋に奉納相撲が行われる[3]。
- 神戸製鋼大安製造所[4]
- 村のかじ屋博物館[5]
- 三重県道617号田光梅戸井停車場線
- いなべ市福祉バス「梅戸井駅」停留所 - 梅戸井線
- 養父川

## 隣の駅
三岐鉄道
S 三岐線
北勢中央公園口駅(S07) - 梅戸井駅(S08) - 大安駅(S09)